# The Strange Case of Dr. Jekyll and Mr. Hyde (film, 2006)
The Strange Case of Dr. Jekyll and Mr. Hyde est un film américain réalisé par John Carl Buechler, sorti en 2006.
L'histoire originale de Robert Louis Stevenson (L'Étrange Cas du docteur Jekyll et de mister Hyde, roman court paru en 1886 sous le titre en anglais Strange Case of Dr Jekyll and Mr Hydre), est transposé au XXIe siècle aux États-Unis.

## Synopsis
Le docteur Henry Jekyll cherche un remède afin d'obtenir l'immortalité, mais il va devenir mister Edward Hyde, un horrible personnage mutant.

## Fiche technique
- Genre : horreur, science-fiction
- Classification :
  - R aux États-Unis (certificat #42985)
  - AU-MA15+ en Australie

## Distribution
- Tony Todd : le docteur Henry Jekyll / mister Edward Hyde
- Tracy Scoggins : Karen Utterson
- Vernon Wells : le docteur Dennis Lanyon
- Rebecca Grant : Linda Santiago
- Judith Shekoni : Renée
- Danielle Nicolet : Whitney Weddings
- Stefanie Budiman : doublure de l’actrice Danielle Nicolet
- Arloa Reston : Gloria Hatten
- John Paul Fedele : Alan Ballard
- Paula Ficara : Dominio Hunter
- Peter Jason : le lieutenant Hamilton
- Marie Louise Jones : Valet
- Howard Kahen : Perkins
- Tyler Kain : Colleen Woodbe
- Miranda Kwok : Stacy Li
- Michelle Lee : Kim Li
- Justin Levin : Jesse
- Peter Lupus III : Gerald Poole
- Elina Madison : Cindy shivers
- Clayton Martinez : Arnold
- Mike Muscat : un veilleur de nuit
- Grant Reynolds : un garde de sécurité
- Deborah Shelton : Donna Carew
- Jacob Tawney : Kelsey James
- Tim Thomerson : Arnie Swift
- Nicholle Tom : Carla Hodgkiss
- Stephen Wastell : Richard Enfield
- Chris Kerner : l'infirmier (non crédité)
- Ben Solenberger : l'étudiant au restaurant de l'Opéra (non crédité)